# Welcome (film 2009)
Welcome è un film del 2009 diretto da Philippe Lioret.
Il film è ambientato a Calais e tratta il tema dell'immigrazione clandestina prendendo a pretesto la vicenda di un giovane curdo-iracheno intenzionato a raggiungere la sua fidanzata a Londra. Presentato nella sezione Panorama del Festival di Berlino 2009, vinse diversi premi, come il Premio LUX assegnato dal Parlamento europeo, e ottenne dieci candidature ai Premi César 2010, fra cui quelle per il miglior film e il miglior regista.

## Trama
Il minorenne Bilal giunge a Calais dall'Iraq curdo, dopo un lungo viaggio attraverso l'Europa con lo scopo di ricongiungersi alla fidanzata Mina, residente a Londra con la sua famiglia. Vedendo una piscina, pensa all'idea di imparare a nuotare per attraversare la Manica a nuoto quindi, con i pochi soldi rimanenti, si paga due lezioni di nuoto da Simon.
Simon, che inizialmente tratta il ragazzo con diffidenza, dopo un fugace incontro con la moglie Marion, dalla quale è separato e che è impegnata come volontaria nell'assistere i clandestini, si offre di ospitare Bilal e un suo amico a casa sua. 
Nel frattempo Mina viene promessa sposa dal padre. Tutto questo però non basta a fermare Bilal, che riprova l'impresa in solitaria. Stavolta riesce ad arrivare in vista della costa inglese dove però non riesce a scappare dalla guardia costiera e muore.

## Accoglienza
Il film è diventato molto popolare in Francia, raggiungendo nelle prime 3 settimane di proiezione 780.000 spettatori. Il dibattito sull'immigrazione clandestina si intensificò dopo che l'allora ministro francese dell'Immigrazione Éric Besson e il regista Philippe Lioret ne discussero durante il popolare show francese Ce soir oao jamais. Lioret colse l'occasione per chiedere un emendamento alla legge francese con la depenalizzazione per coloro che aiutano i profughi. In una sua dichiarazione disse: "Se una cosa del genere passasse, modificando questo articolo di legge, sarà una vittoria".
Il membro del parlamento francese Daniel Goldberg ha introdotto una proposta per depenalizzare il favoreggiamento dei clandestini. La proposta è stata oggetto di accesi dibattiti. L'emendamento è stato discusso, ma non è diventato legge. Goldberg ha detto che intende introdurre ulteriori misure volte a modificare la legge. Un'altra proposta è stata depositata da un gruppo di senatori comunisti, ma mai discussa.
Il 25 novembre 2009, il film vince il Premio LUX del Parlamento europeo, aggiudicandosi una somma di 87.000 euro destinati alla sottotitolazione dell'opera nelle 23 lingue dell'Unione europea, e, eventualmente, alla produzione del DVD o di una copia in 35 mm per ogni Paese dell'UE. Questo riconoscimento serve a "superare le barriere linguistiche" e promuovere la distribuzione del film nell'UE, contribuendo così al dibattito su questioni che stanno a cuore alla società europea.

## Riconoscimenti
- Festival di Berlino 2009: premio della giuria ecumenica - sezione Panorama
- Festival di Gijòn 2009: miglior sceneggiatura - premio speciale della giuria giovanile
- Festival di Varsavia 2009: premio del pubblico
- Heartland Festival 2009: gran premio per la rappresentazione drammatica
- Premio LUX 2009 del Parlamento europeo
- Premi Lumière 2010: miglior film